# 伯·金布尔
格雷戈里·凯文·“伯”·金布尔（英語：Gregory Kevin Kimble，1966年4月9日—），美国NBA联盟前职业篮球运动员。他在1990年的NBA选秀中第1轮第8顺位被洛杉矶快船选中。